# رزا سالیخووا
رزا سالیخووا (انگلیسی: Rosa Salikhova؛ زادهٔ ۲۴ سپتامبر ۱۹۴۴) یک بازیکن والیبال اهل اتحاد جماهیر سوسیالیستی شوروی است.